# Dessenheim
Dessenheim é uma comuna francesa na região administrativa de Grande Leste, no departamento Alto Reno. Estende-se por uma área de 19,33 km². Em 2010 a comuna tinha 1 489 habitantes (densidade: 77 hab./km²).